# Parole (linguistica)
In linguistica, la parole (in francese, letteralmente, "parola") è l'atto linguistico individuale e irripetibile del parlante. Quale atto individuale, la parole si contrappone così alla langue, standard sociale costituito dal sistema di segni che formano il codice di un idioma.
Il concetto è stato introdotto dal linguista svizzero Ferdinand de Saussure nel suo Corso di linguistica generale (1916).